# Lee Flood Relief Channel
Lee Flood Relief Channel är ett system av kanaler och naturliga vattendrag i England som avleder vatten från floden Lea i grevskapen Hertfordshire och Essex samt östra delen av Greater London.